# Эгилус, Диего де
Диего де Эгилус (исп. Diego de Eguiluz; 21 июля 1625, Арекипа, Перу — 9 октября 1704, Лима, Перу) — перуанский историк, иезуитский миссионер, священник в Боливии и Перу. Оставил один из важнейших документов по истории, обычаям, религии, общественного уклада индейцев Мохо.

## Биография
Вступил в Орден иезуитов в Лиме 25 июля 1647 года. Был профессором философии и теологии, Ректором Послушников в Аббатстве Сан Антонио в Лиме, и в Коллегиуме г. Куско. В 1647 году был Главой мастерских Коллегиума Сан-Пабло, Лима. Был компаньоном Главы Провинциального Ордена Хуана Яньеса (1692—1694), Главой Провинциального Ордена (1695—1698), и Ректором Окружного Коллегиума, Лима (1699—1702).
Хотя сам Эгилус никогда не был в миссиях у индейцев Мохос, он всё же написал доклад о них, который адресовал Главе Ордена Тирсо Гонсалесу (Tirso González) в декабре 1696 года.
Умер в Лиме 9 октября 1704 года.

## Произведения
- Historia de la misión de Mojos en la República de Bolivia, 1696. — Доклад об апостольской миссии к народу Мохос в Провинции Перу.

Он описывает первые обследования края и основание ряда селений: Лорето (Loreto), Тринидад (Trinidad), Сан-Игнасио (S. Ignacio), Сан-Франсиско Хавьер (S. Francisco Javier), Сан-Хосе (S. José), Сан-Франсиско де Борха (S. Francisco de Borja), и первые попытки евангелизации индейцев чикитанов (los chiquitanos) отцом Хуаном де Монтенегро (Juan de Montenegro). Он описывает церкви и процессии, упоминает количество крещёных, рассказывает об изучении языков миссионерами, но не так уж много говорит об общественном устройстве и занятиях местных жителей.
Книга основана на письмах миссионеров, и в первой части в основном на письме отца Антонио де Орельяна (Antonio de Orellana) от 18 февраля 1687 года, адресованного Провинциальному Главе Ордена Мартину де Хауреги (Martín de Jáuregui). В целом доклад Эгилуса — ценнейший источник по деятельности Ордена иезуитов в тех резервациях, которые через 22 года после основания насчитывали 19760 жителей.